# Episernus trapezoideus
Episernus trapezoideus är en skalbaggsart som först beskrevs av Henry Clinton Fall 1905.  Episernus trapezoideus ingår i släktet Episernus och familjen trägnagare. Inga underarter finns listade i Catalogue of Life.